# Teinobasis ponapensis
Teinobasis ponapensis – gatunek ważki z rodziny łątkowatych (Coenagrionidae).